# Bibio slossonae
Bibio slossonae är en tvåvingeart som beskrevs av Cockerell 1909. Bibio slossonae ingår i släktet Bibio och familjen hårmyggor. Inga underarter finns listade i Catalogue of Life.